# NSU-Pipe 25/40 PS
Der NSU-Pipe 25/40 PS war ein PKW der Oberklasse, den die Neckarsulmer Fahrradwerke Aktiengesellschaft in den Jahren 1908 und 1909 in Lizenz des belgischen Automobilherstellers Usines Pipe bauten. Dies war das erste – und für lange Zeit einzige – Sechszylindermodell der Marke und der einzige je von NSU gebaute PKW der Oberklasse.
Der wassergekühlte Motor war ein Sechszylinder-Blockmotor mit einem Hubraum von 6494 cm³ (Bohrung × Hub = 105 × 125 mm), der 40 PS (29 kW) bei 1100/min. leistete. Der Motor hatte Magnetzündung, automatische Zentralschmierung und hängende Ventile. Die Motorkraft wurde über eine Lederkonuskupplung, ein Dreiganggetriebe mit rechts angebrachter Kulissenschaltung und eine Kette auf die Hinterräder übertragen. Der Radstand der Wagen betrug 3280 mm, ihre Spurweite 1457 mm und das Gewicht des Fahrgestells 1100 kg. Die Höchstgeschwindigkeit lag bei etwa 100 km/h.
Die Wagen wurden nur als Doppelphaeton gefertigt. 1909 wurde ihre Fertigung ohne Nachfolger eingestellt.